# Chlorogomphus vietnamensis
Chlorogomphus vietnamensis là loài chuồn chuồn trong họ Chlorogomphidae. Loài này được Asahina mô tả khoa học đầu tiên năm 1969.